# Sora (ave)
A sora (Porzana carolina) é uma ave aquática de pequeno porte da família Rallidae.

## Etimologia
O nome do gênero Porzana tem origem nos termos venezianos para pequenas sanãs, e carolina se refere à Província da Carolina. O nome "sora" provavelmente tem origem em uma língua nativo-americana.

## Descrição
As soras adultas medem entre 19 e 30 cm de comprimento, com marcas marrom-escuras por cima, coloração cinza-azulada na cabeça e na parte de baixo do corpo e barras pretas e brancas nos flancos. O bico, grosso e curto, é amarelo, com marcas pretas na base do bico e na garganta. Machos e fêmeas são similares. Os jovens não apresentam as marcas faciais pretas e têm uma cabeça mais esbranquiçada e peito amarelo-claro. Essas aves pesam entre 49 e 112 g e a envergadura de asas mede entre 35 e 40 cm de comprimento.

## Distribuição geográfica
A sora é comum através da América do Norte, ocorrendo naturalmente em 49 estados dos Estados Unidos (exceto o Havaí), todas as dez províncias e dois territórios do Canadá. Fora dos Estados Unidos e do Canadá, a espécie é encontrada através da América Central, no Caribe, e no norte da América do Sul. A espécie foi registrada como vagante em Islândia, Grã-Bretanha, Portugal e no Lago Titicaca.
No Brasil, a sora foi registrada na APA de Maricá em 2015.